# Anthology Film Archives

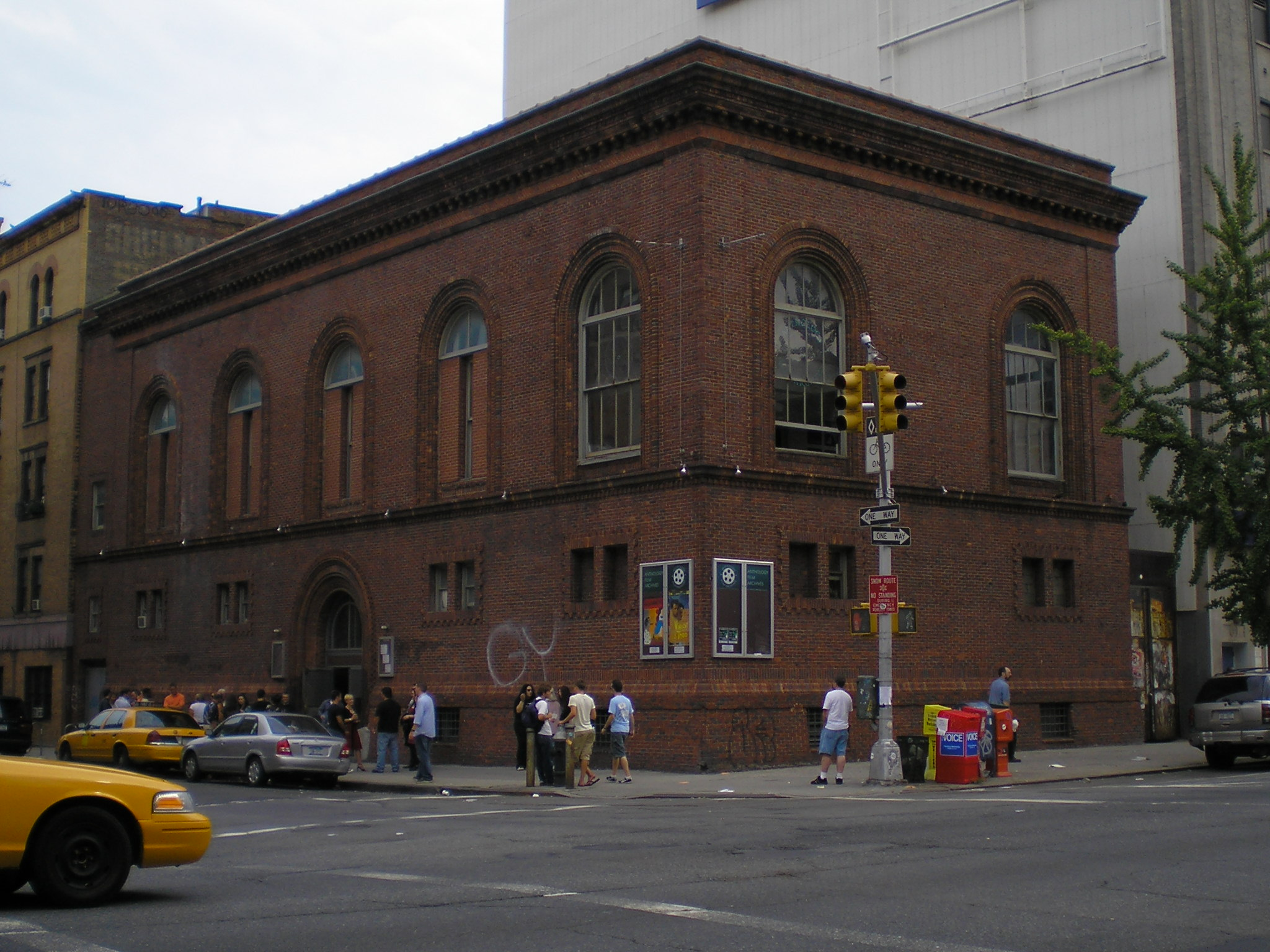
Anthology Film Archives i East Village

Anthology Film Archives är ett internationellt center i New York för arkivering, restaurering, studier och visning av film och video med tyngdpunkten på alternativa, avantgarde och oberoende filmproduktioner och klassiker. Idag har Anthology Film Archives över 120 000 filmtitlar i sitt arkiv. 
Anthology Film Archives öppnade den 30 november 1970 och grundarna var Jonas Mekas, Stan Brakhage, P. Adams Sitney och Peter Kubelka. Först låg den i Josepph Papp's public Theater men flyttade 1974 till 80 Wooster Street. Från och med 12 oktober 1988 ligger Anthology Film Archives i East Village i Manhattan's Second Avenue Courthouse building där det finns två biografer, ett referensbibliotek, en avdelning för restaurering av film, administrativa kontor och ett konstgalleri.
Dagligen visas nya och klassiska filmer och deras referensbibliotek innehåller den största samlingen material som dokumenterar historien om avantgarde- och independetfilm och video. Samlingen innehåller böcker, tidningar, fotografier, affischer, ljudinspelningar av föreläsningar och intervjuer, kataloger tillsammans med arkiv från filmskapare och organisationer som i sin tur bland annat innehåller manuskript, brev, anteckningsböcker och tidningsklipp. 
Anthology Film Archives har ansvarat för arkiveringen och restaureringen av filmskapare som Stan Brakhage, Joseph Cornell, Maya Deren, Bruce Baille, Jordan Belson, Jonas Mekas, Paul Sharits och Harry Smith etcetera.